# 사빈 티모테오
사빈 티모테오(Sabine Timoteo, 1975년 3월 25일 ~ )는 스위스의 배우이다. 스위스 영화상 여우주연상 3회(2001,08,15)  수상자이다.

## 출연 작품
- 침입 (2021)
- 더 티어스 띵 (2019)
- 마티 앤 사미 운 디드레 그루슈텐 페흘러 데 유니버슘 (2018)
- 크로노포비아 (2018)
- 오늘의 가족 (2018)
- 마인 브루더 하이스트 로버트 운트 이스트 아인 이디오트 (2018)
- 사라 플레이스 어 웨어울프 (2017)
- 시칠리안 고스트 스토리 (2017)
- 젠 포 낫씽 (2016)
- 세븐 미니츠 (2016)
- 청춘일기 (2016)
- 드리프트 (2015)
- 더 원더스 (2014)
- 포르멘테라 (2012)
- 컬러 오브 더 오션 (2011)
- 리틀 파라다이스 (2010)
- 브라우니언 무브먼트 (2010)
- 페퍼민타 (2009)
- 킬 대디 굿 나잇 (2009)
- 나의 친구 (2006)
- 프리 윌 (2006)
- 유령 (2005)
- 슈가 오렌지 (2004)
- 돌연변이 (2002)
- 나날들 (2001)
- 사랑, 돈, 사랑 (2000)